# Tokyo Daigaku Monogatari
Tokyo Daigaku Monogatari (яп. 東京大学物語, укр. Токійська університетська історія) — японська серія манґи, написана та проілюстрована Тацуєю Еґавою. Вона публікувалася в журналі Big Comic Spirits видавництва Shogakukan 1992 по 2001 рік, її глави були зібрані в 34 томи. Історія розповідає про старшокласника Наокі Муракамі, який запрошує Харуку Мідзуно на побачення. Вони зустрічаються, поки обидва хвилюються перед майбутніми вступними іспитами до університету.
Манґа розійшлася накладом понад 20 мільйонів примірників, що робить її однією з найбільш продаваних серій манґи.

## Сюжет
Наокі Муракамі, учень третього курсу середньої школи Хакодате Койо — людина, яка має потрійну загрозу: гарну зовнішність, гострий розум і видатні моторні нерви. Одного дня Муракамі запрошує свого друга Сано на матч жіночого тенісного клубу своєї школи. Муракамі закохався з першого погляду в Харуку Мідзуно, яка в той час грала матч, а наступного дня хлопець запросив її на побачення, і так розпочалися їхні стосунки.

## Медіа

### Манґа
Tokyo Daigaku Monogatari публікувалася в журналі видавництва Shogakukan з 1992 по 2001 рік. Видавництво зібрало розділи в тридцять чотири томи, видані з 30 липня 1993 року до 28 лютого 2001 року.

### Ігровий фільм
У лютому 2006 року на екрани вийшов однойменний ігровий фільм режисера Тацуя Еґава за мотивами його манґи. Сценарій написав Котое Нагата, а у фільмі, створеному студією Soft On Demand, знялися Йоко Міцуя, Кей Танака, Кадзукі Наміока, Саса Ханда, Фудзіко, Наоко Ватанабе та Такесі Масу.

## Сприйняття
Станом на 2004 рік тираж манґи Tokyo Daigaku Monogatari перевищив 20 мільйонів копій.